# 巴赫拉姆三世

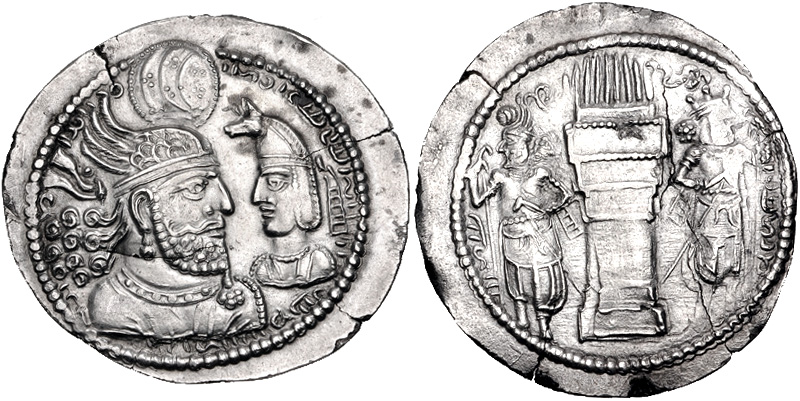
鑄造於巴爾赫錢幣上的作為王子巴赫拉姆三世與他的父親巴赫拉姆二世的肖像

巴赫拉姆三世為萨珊王朝的第六任君主（沙阿）。他是巴赫拉姆二世的兒子兼繼承者。當巴赫拉姆二世於280年代的某個時間點重新征服薩卡斯坦後，巴赫拉姆三世被其父任命為當地的總督。
巴赫拉姆三世在293年繼承他已逝父親的王位後。許多的薩珊貴族認為巴赫拉姆三世太過軟弱無法統治國家，轉而宣誓效忠他的叔公纳塞赫。在位僅僅四個月後，巴赫拉姆三世的統治迅速被納塞赫推翻，納塞赫隨後接替巴赫拉姆三世登上薩珊王朝君主的寶座。